# Elaphria streptisema
Elaphria streptisema är en fjärilsart som beskrevs av George Francis Hampson 1914. Elaphria streptisema ingår i släktet Elaphria och familjen nattflyn. Inga underarter finns listade i Catalogue of Life.